# ミュージア
ミュージア（MUSiA）は、日本のインディーズレーベル。マネージメント会社。

## 概要
山陰地方を中心に活動するアーティストのプロモーションを手がける。
- 1987年、前身となるインディーズレーベル「アートオブミュージック」を設立[1]。
- 1990年、有限会社サウンドメディア設立。
- 2003年、株式会社ミュージアに社名変更。
- 同年、インディーズレーベル「ミュージア」を設立。

## 所属アーティスト
- 遊吟
- 六子
- kotonoha
- 奈都子